# Pierre-Paul Zalio
Pierre-Paul Zalio, né en 1966, est un sociologue français.
Il est le président du Campus Condorcet.

## Biographie

### Jeunesse et formation
Pierre-Paul Zalio étudie en classes préparatoires au lycée Michel-Montaigne, à Bordeaux.
Il est admis en 1986 à l'École normale supérieure de Cachan. Il obtient en parallèle de ses études à l'ENS des licences d'économie et de sociologie en 1986, puis des maîtrises en 1988, à l’université Paris-Nanterre[réf. nécessaire].
En 1989, il est lauréat de l’agrégation de sciences économiques et sociales[réf. nécessaire].
Il soutient une thèse de sociologie à l'EHESS en 1997.

### Parcours professionnel
Il est ATER à l'université d'Aix-Marseille II en 1995[réf. nécessaire].
Il enseigne la sociologie à l’EHESS de 1990 à 1995 puis à l'ENS Cachan[réf. nécessaire].
En 2000, il fonde la revue semestrielle Terrains & travaux.
Il passe l'HDR en 2005 à Sciences Po puis devient professeur à l'ENS Cachan en 2006[réf. nécessaire]. Il en devient directeur du département de sciences sociales en 2008[réf. nécessaire].
En 2011, il devient vice-président de l’ENS Cachan[réf. nécessaire], puis est président de l'ENS Cachan de 2012 à 2022,. Il est favorable au maintien du concours d'entrée de l'ENS.
En 2022, il devient président du Campus Condorcet. Lors de manifestations contre le projet de réforme des retraites en France en 2023 sur le Campus Condorcet, il appelle la police, dont l'intervention mènera à mettre 29 étudiants en garde à vue,,.

## Distinctions
- 2015 :  Chevalier de la Légion d'honneur[17]

- 2006 à 2011 : membre de l'Institut universitaire de France [18].

- 2003 : médaille de bronze du CNRS[19].